# Mitch Evans

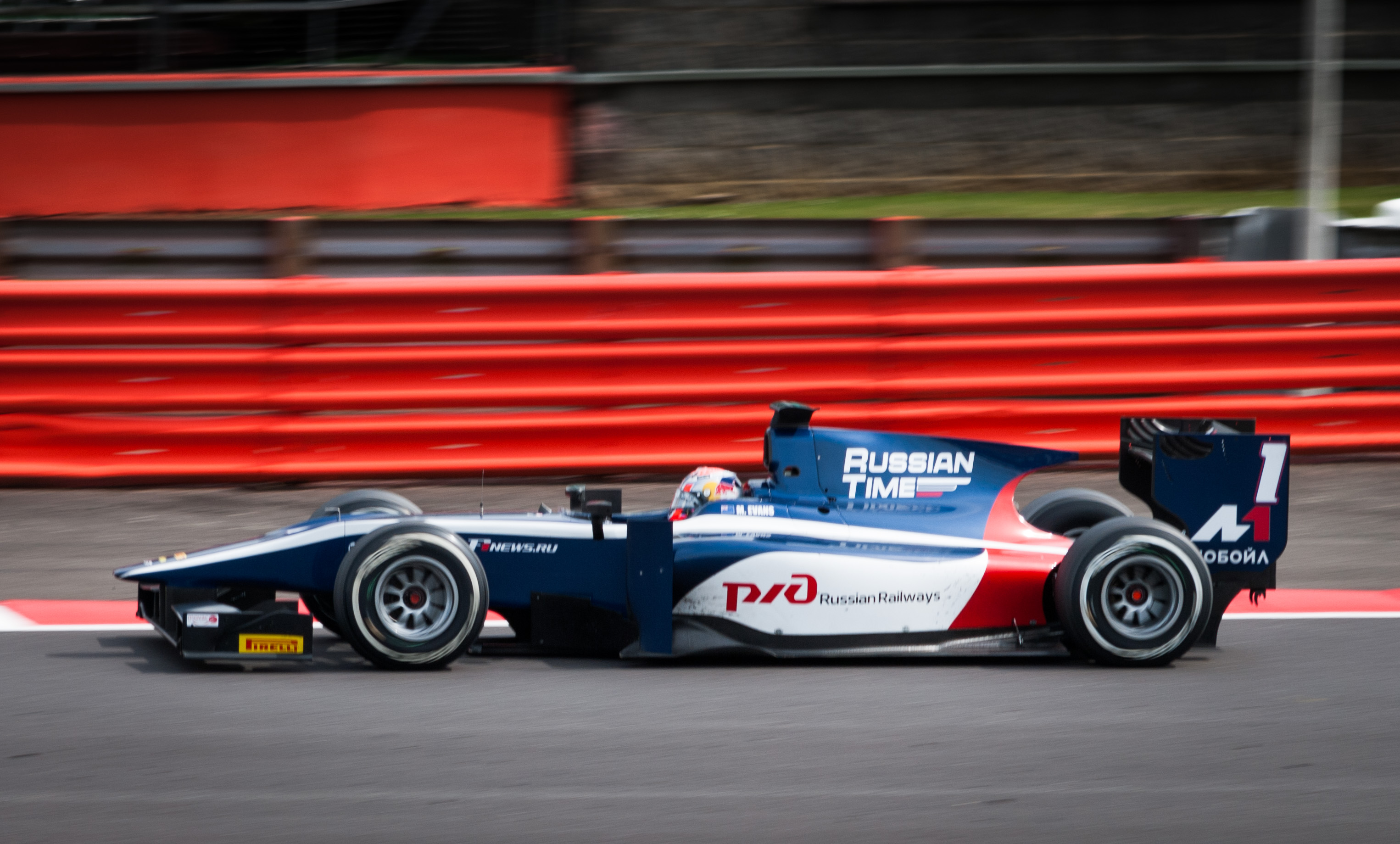
Mitch Evans en GP2 Series 2014.

Mitchell William Evans (Auckland, Nueva Zelanda; 24 de junio de 1994), más conocido como Mitch Evans, es un piloto de automovilismo neozelandés. Fue campeón de la GP3 Series en 2012, y compitió en cuatro temporadas en GP2 Series, obteniendo cinco victorias. Es piloto del Campeonato Mundial de Fórmula E con Jaguar TCS Racing, resultando subcampeón en 2021-22 y 2023-24, y tercero en 2022-23.
Fue segundo en las 24 Horas de Le Mans 2015 en su primera y única participación en la carrera.

## Resumen de carrera
| Temporada | Categoría                                    | Equipo                      | Carreras     | Victorias    | Poles        | VR           | Podios       | Puntos       | Pos.         |
| --------- | -------------------------------------------- | --------------------------- | ------------ | ------------ | ------------ | ------------ | ------------ | ------------ | ------------ |
| 2007      | Formula First Manfeild Winter Series         | —                           | 3            | 0            | 0            | 0            | 0            | 105          | 18.º         |
| 2007-08   | NZ Formula First Championship                | Sabre                       | 18           | 0            | 0            | 1            | 0            | 707          | 9.º          |
| 2008      | Fórmula Ford Manfeild (invierno)             | Sabre                       | 12           | 7            | 2            | 9            | 10           | 813          | 1.º          |
| 2008-09   | Fórmula Ford Neozelandesa                    | —                           | 21           | 6            | 3            | 5            | 13           | 1111         | 2.º          |
| 2009      | Australian Drivers' Championship – Gold Star | Team BRM                    | 2            | 1            | 0            | 0            | 2            | 32           | 5.º          |
| 2009      | Fórmula Ford Australiana                     | Sonic Motor Racing Services | 23           | 6            | 3            | 6            | 15           | 297          | 2.º          |
| 2009      | VSCRC Formula Ford Fiesta Series             | —                           | 2            | 1            | ?            | ?            | 1            | 176          | 2.º          |
| 2010      | Australian Drivers' Championship             | Team BRM                    | 17           | 8            | 4            | 4            | 16           | 219          | 2.º          |
| 2010      | Toyota Racing Series                         | Giles Motorsport            | 15           | 3            | 8            | 5            | 10           | 915          | 1.º          |
| 2011      | GP3 Series                                   | MW Arden                    | 16           | 1            | 2            | 0            | 2            | 29           | 9.º          |
| 2011      | Toyota Racing Series                         | Giles Motorsport            | 15           | 7            | 6            | 5            | 14           | 973          | 1.º          |
| 2011      | Fórmula 3 Británica                          | Double R Racing             | 3            | 0            | 0            | 0            | 0            | 10           | 20.º         |
| 2012      | GP3 Series                                   | MW Arden                    | 16           | 3            | 4            | 3            | 6            | 151.5        | 1.º          |
| 2012      | Toyota Racing Series                         | Giles Motorsport            | 6            | 2            | 4            | 2            | 4            | 284          | 19.º         |
| 2013      | GP2 Series                                   | Arden International         | 22           | 0            | 0            | 0            | 4            | 56           | 14.º         |
| 2013      | Toyota Racing Series                         | Giles Motorsport            | 3            | 2            | 2            | 1            | 2            | 204          | 18.º         |
| 2014      | GP2 Series                                   | RT RUSSIAN TIME             | 22           | 2            | 0            | 1            | 6            | 174          | 4.º          |
| 2014-15   | V8SuperTourers Championship                  | Team 4                      | 3            | 0            | 0            | 1            | 2            | 245          | 28.º         |
| 2015      | GP2 Series                                   | RUSSIAN TIME                | 22           | 2            | 0            | 2            | 7            | 135          | 5.º          |
| 2015      | 24 Horas de Le Mans - LMP2                   | Jota Sport                  | 1            | 0            | 0            | 0            | 1            | N/A          | 2.º          |
| 2016      | GP2 Series                                   | Pertamina Campos Racing     | 22           | 1            | 0            | 2            | 1            | 90           | 12.º         |
| 2016      | European Le Mans Series                      | SMP Racing                  | 1            | 0            | 0            | 0            | 0            | 10           | 24.º         |
| 2016-17   | Fórmula E                                    | Panasonic Jaguar Racing     | 12           | 0            | 0            | 1            | 0            | 22           | 14.º         |
| 2017-18   | Fórmula E                                    | Panasonic Jaguar Racing     | 12           | 0            | 1            | 1            | 1            | 68           | 7.º          |
| 2018-19   | Fórmula E                                    | Panasonic Jaguar Racing     | 13           | 1            | 0            | 0            | 3            | 105          | 5.º          |
| 2019-20   | Fórmula E                                    | Panasonic Jaguar Racing     | 11           | 1            | 1            | 1            | 2            | 71           | 7.º          |
| 2020-21   | Fórmula E                                    | Jaguar Racing               | 15           | 0            | 0            | 3            | 5            | 90           | 4.º          |
| 2021-22   | Fórmula E                                    | Jaguar TCS Racing           | 16           | 4            | 1            | 1            | 7            | 180          | 2.º          |
| 2022-23   | Fórmula E                                    | Jaguar TCS Racing           | 16           | 4            | 3            | 2            | 7            | 197          | 3.º          |
| 2023-24   | Fórmula E                                    | Jaguar TCS Racing           | 16           | 2            | 3            | 1            | 6            | 192          | 2.º          |
| 2024-25   | Fórmula E                                    | Jaguar TCS Racing           | Disputándose | Disputándose | Disputándose | Disputándose | Disputándose | Disputándose | Disputándose |
| Fuente:   |                                              |                             |              |              |              |              |              |              |              |

## Resultados

### GP3 Series
(Clave) (negrita indica pole position) (cursiva indica vuelta rápida puntuable)
| Año  | Escudería | 1   | 1   | 2   | 2   | 3   | 3   | 4   | 4   | 5   | 5   | 6   | 6   | 7   | 7   | 8   | 8   | Pos. | Puntos | Ref.  |
| ---- | --------- | --- | --- | --- | --- | --- | --- | --- | --- | --- | --- | --- | --- | --- | --- | --- | --- | ---- | ------ | ----- |
| 2011 | MW Arden  | EST | EST | BAR | BAR | VAL | VAL | SIL | SIL | NÜR | NÜR | BUD | BUD | SPA | SPA | MNZ | MNZ | 9.º  | 29     | [ 2 ] |
| 2011 | MW Arden  | 6   | 7   | 1   | 5   | 3   | 4   | 9   | Ret | 19  | 22  | Ret | 24† | 11  | Ret | 8   | Ret | 9.º  | 29     | [ 2 ] |
| 2012 | MW Arden  | BAR | BAR | MON | MON | VAL | VAL | SIL | SIL | HOC | HOC | BUD | BUD | SPA | SPA | MNZ | MNZ | 1.º  | 151.5  | [ 3 ] |
| 2012 | MW Arden  | 1   | 20  | 5   | 4   | 1   | 6   | 2   | 11  | 8   | 1   | 3   | 21  | 3   | 15  | Ret | 20  | 1.º  | 151.5  | [ 3 ] |

### GP2 Series
(Clave) (negrita indica pole position) (cursiva indica vuelta rápida puntuable)

| Año  | Escudería               | 1   | 1   | 2   | 2   | 3   | 3   | 4   | 4   | 5   | 5   | 6   | 6   | 7   | 7   | 8   | 8   | 9   | 9   | 10  | 10  | 11  | 11  | Pos. | Puntos | Ref.  |
| ---- | ----------------------- | --- | --- | --- | --- | --- | --- | --- | --- | --- | --- | --- | --- | --- | --- | --- | --- | --- | --- | --- | --- | --- | --- | ---- | ------ | ----- |
| 2013 | Arden International     | KUA | KUA | SAK | SAK | BAR | BAR | MON | MON | SIL | SIL | NÜR | NÜR | BUD | BUD | SPA | SPA | MNZ | MNZ | SIN | SIN | YMC | YMC | 14.º | 56     | [ 4 ] |
| 2013 | Arden International     | 10  | 3   | Ret | 15  | 12  | 13  | 3   | 3   | 19  | 14  | 16  | 7   | 7   | 2   | 11  | 10  | Ret | 15  | 11  | 15  | Ret | 14  | 14.º | 56     | [ 4 ] |
| 2014 | RT RUSSIAN TIME         | SAK | SAK | BAR | BAR | MON | MON | SPI | SPI | SIL | SIL | HOC | HOC | BUD | BUD | SPA | SPA | MNZ | MNZ | SOC | SOC | YMC | YMC | 4.º  | 174    | [ 5 ] |
| 2014 | RT RUSSIAN TIME         | 14  | 7   | 14  | 20† | 2   | 6   | 7   | 4   | 1   | 7   | 1   | 11  | 12  | 9   | 5   | 4   | 3   | 20† | 2   | 4   | 3   | 4   | 4.º  | 174    | [ 5 ] |
| 2015 | RUSSIAN TIME            | SAK | SAK | BAR | BAR | MON | MON | SPI | SPI | SIL | SIL | BUD | BUD | SPA | SPA | MNZ | MNZ | SOC | SOC | SAK | SAK | YMC | YMC | 5.º  | 135    | [ 6 ] |
| 2015 | RUSSIAN TIME            | 6   | 17  | 2   | DNS | Ret | DNS | 10  | 5   | Ret | 20  | 17  | 22  | 5   | 3   | 3   | 1   | 11  | 8   | 3   | 1   | 3   | C   | 5.º  | 135    | [ 6 ] |
| 2016 | Pertamina Campos Racing | BAR | BAR | MON | MON | BAK | BAK | SPI | SPI | SIL | SIL | BUD | BUD | HOC | HOC | SPA | SPA | MNZ | MNZ | KUA | KUA | YMC | YMC | 12.º | 90     | [ 7 ] |
| 2016 | Pertamina Campos Racing | 12  | 14  | 5   | 4   | 5   | Ret | 1   | 8   | 4   | 13  | 10  | 5   | Ret | 10  | 16  | 13  | 8   | Ret | 8   | 6   | 15  | 8   | 12.º | 90     | [ 7 ] |

### 24 Horas de Le Mans
| Año         | Equipo     | Copilotos                 | Automóvil          | Clase | Vueltas | Pos. | Pos. Clase |
| ----------- | ---------- | ------------------------- | ------------------ | ----- | ------- | ---- | ---------- |
| 2015        | Jota Sport | Simon Dolan Oliver Turvey | Gibson 015S-Nissan | LMP2  | 358     | 10.º | 2.º        |
| Referencia: |            |                           |                    |       |         |      |            |

### European Le Mans Series
| Año         | Equipo     | Clase | Chasis              | Motor                  | 1     | 2   | 3   | 4   | 5   | 6   | Pos. | Puntos |
| ----------- | ---------- | ----- | ------------------- | ---------------------- | ----- | --- | --- | --- | --- | --- | ---- | ------ |
| 2016        | SMP Racing | LMP2  | BR Engineering BR01 | Nissan VK45DE 4.5 L V8 | SIL 5 | IMO | RBR | LEC | SPA | EST | 24.º | 10     |
| Referencia: |            |       |                     |                        |       |     |     |     |     |     |      |        |

### Fórmula E
(Clave) (negrita indica pole position) (cursiva indica vuelta rápida)

| Año     | Equipo                  | 1       | 2       | 3      | 4       | 5       | 6      | 7       | 8       | 9       | 10      | 11      | 12     | 13     | 14      | 15      | 16    | Pos. | Puntos |
| ------- | ----------------------- | ------- | ------- | ------ | ------- | ------- | ------ | ------- | ------- | ------- | ------- | ------- | ------ | ------ | ------- | ------- | ----- | ---- | ------ |
| 2016-17 | Panasonic Jaguar Racing | HKG Ret | MAR 17  | BUE 13 | MEX 4   | MON 10  | PAR 9  | BER Ret | BER 17  | NYC NC  | NYC Ret | MTR 7   | MTR 12 |        |         |         |       | 14.º | 22     |
| 2017-18 | Panasonic Jaguar Racing | HKG 12  | HKG 3   | MAR 11 | SAN 7   | MEX 6   | PDE 4  | ROM 9   | PAR 15  | BER 6   | ZUR 7   | NYC Ret | NYC 6  |        |         |         |       | 7.º  | 68     |
| 2018-19 | Panasonic Jaguar Racing | ALD 4   | MAR 9   | SAN 6  | MEX 7   | HKG 7   | SNY 9  | ROM 1   | PAR 16  | MON 6   | BER 12  | BRN 2   | NYC 2  | NYC 17 |         |         |       | 5.º  | 105    |
| 2019-20 | Panasonic Jaguar Racing | DIR 10  | DIR 17  | SAN 3  | MEX 1   | MAR 6   | BER 13 | BER 12  | BER 9   | BER 7   | BER 7   | BER 11  |        |        |         |         |       | 7.º  | 71     |
| 2020-21 | Jaguar Racing           | DIR 3   | DIR Ret | ROM 3  | ROM 6   | VAL Ret | VAL 15 | MON 3   | PUE 8   | PUE 9   | NYC Ret | NYC 13  | LON 14 | LON 3  | BER 3   | BER Ret |       | 4.º  | 90     |
| 2021-22 | Jaguar TCS Racing       | DIR 10  | DIR 21  | MEX 19 | ROM 1   | ROM 1   | MON 2  | BER 5   | BER 10  | YAK 1   | MAR 3   | NYC 11  | NYC 3  | LON 5  | LON Ret | SEÚ 1   | SEÚ 7 | 2.º  | 180    |
| 2022-23 | Jaguar TCS Racing       | MEX 8   | DIR 10  | DIR 7  | HYD Ret | CAB 11  | SÃO 1  | BER 1   | BER 4   | MON 2   | YAK Ret | YAK 3   | PRT 4  | ROM 1  | ROM Ret | LON 1   | LON 2 | 3.º  | 197    |
| 2023-24 | Jaguar TCS Racing       | MEX 5   | DIR 5   | DIR 10 | SÃO 2   | TOK 15  | MIS 5  | MIS Ret | MON 1   | BER 4   | BER 6   | SHA 1   | SHA 5  | PRT 8  | PRT 3   | LON 2   | LON 3 | 2.º  | 192    |
| 2024-25 | Jaguar TCS Racing       | SÃO 1   | MEX Ret | YED 19 | YED Ret | MIA 16  | MON 20 | MON 18  | TOK Ret | TOK DNS | SHA 20  | SHA 14  | YAK 12 | BER 1  | BER 5   | LON 10  | LON 5 | 13.º | 74     |
| Fuente: |                         |         |         |        |         |         |        |         |         |         |         |         |        |        |         |         |       |      |        |

- † El piloto no finalizó la carrera, pero se clasificó al completar el 90%.